# 中证红利指数
中证红利指数（英文名称：CSI Dividend Index，沪市代码 000922 ，深市代码 399922 ），以沪深A股中高现金股息率，分红稳定、具有一定规模及流动性的100只股票组成，采用股息率作为权重分配依据，以反映A股市场高红利股票的整体表现。中证红利指数以2004年12月31日为基日，以 1000 点为基点，成分股每年 12 月的第二个星期五的下一交易日调整一次。

## 指数编制方案
- 选取范围：满足以下条件的沪深 A 股，过去两年连续现金分红且每年的税后现金股息率均大于 0；过去一年内日均总市值及日均成交额排名均在全部 A 股的前 80%。
- 选取方法：在选取范围内，按照过去两年的平均税后现金股息率由高到低进行排名，选取排名在前 100 名的股票作为指数成分股，但市场表现异常并经专家委员会认定不宜作为样本的股票除外。